# 刘元龙
劉元龍（1954年—：聖名：若瑟），是中國藉人漢族天主教教徒。現任全國政協委員及中國天主教愛國會副主席兼秘書長。

## 生平
1954年，劉元龍出生於中國河北保定。1999年出任北京市天主教愛國會秘書長。2004年至2010年期間擔任中國政府官方組織中國天主教愛國會秘書長。
2008年，當選第十一屆全國政協委員，代表宗教界，分入第五十一組。並擔任提案委員會專委。
2010年12月起一直擔任中國天主教愛國會副主席兼秘書長至今。2018年1月，當選為第十三屆全國政協委員。

## 發表言論

### 慶祝中共建黨一百週年
2021年4月15日，劉元龍以天主教愛國會副主席兼秘書長身份與中國天主教主教團主席馬英林主持在北京舉行的中國共產黨黨史講座。同年5月底，劉元龍在天主教愛國會官網撰寫黨慶賀辭，提到：「得人心者得天下，中國共產黨是中華民族的領導核心，是中國人民的主心骨。《聖經》中講：『一切來自於天主，又都歸於天主。』今日中國，天主就是人民，中國共產黨順應了天主，天主揀選了中國共產黨。」
劉元龍還引用舊約聖經箴言經文：「人民缺乏領導，勢必衰弱，人民的得救，正在於謀士眾多。」說明中國共產需要堅強的領導核心：「我們今天慶祝建黨百年，就要更加堅定地擁護以習近平同志為核心的中國共產黨，聽黨話、跟黨走。」